# Motorola Solutions
Motorola Solutions, Inc. är ett amerikanskt multinationellt företag som tillverkar och levererar utrustning inom telekommunikation och kommunikationsradioprodukter till fler än 100 000 kommersiella- och myndighetskunder i fler än 100 länder världen över.
Företaget grundades den 4 januari 2011 när det globala telekommunikationsföretaget Motorola, Inc. delades upp i två företag, Motorola Solutions och Motorola Mobility.
För 2016 hade de en omsättning på nästan $6,1 miljarder och en personalstyrka på 14 000 anställda. Deras huvudkontor ligger i Chicago i Illinois.